# Марьино (посёлок, Москва)
Ма́рьино — посёлок в Новомосковском административном округе Москвы (до 1 июля 2012 года был в составе Ленинского района Московской области). Входит в состав поселения Филимонковское.

## Население
| 2002 | 2006  | 2010  |
| ---- | ----- | ----- |
| 2246 | ↗2261 | ↗2301 |

## Устройство посёлка
- детский сад № 38
- общеобразовательная школа
- Дом культуры
- Библиотека № 262
- Отделение Почты России. Индекс 108815.

Существовал проект, предусматривающий строительство жилого микрорайона в пос. Марьино, в котором помимо жилых домов возведут школы, детские сады. Срок реализации 2009—2016 годы.

## Промышленность
- Марьинская птицефабрика, градообразующее предприятие. Закрыта в 2012 году. Преобразована в «Новомосковский технопарк».

## Транспорт
- Автобус № 420 до метро Саларьево.
- Автобус № 1039 до города Видное. Проходит в километре от посёлка через Старое Марьино.
- Маршрутное такси № 894 метро Ясенево — Московский.
- С 1 августа 2013 года для улучшения транспортного обслуживания пассажиров Новой Москвы организован новый маршрут автобуса № 879 от 1-го мкр-на Московского до совхоза «Воскресенское».

## Галерея
- Светлый бульвар — улица в посёлке
- Храм иконы Божией Матери «Скоропослушница» в посёлке
- Дом культуры
- Дом культуры